# 판유걸
판유걸(判有杰, 1982년 11월 20일 ~ )은 대한민국의 배우이자 방송인이다.

## 생애
1998년 SBS TV 예능 프로그램 《기쁜 우리 토요일 - 영파워! 가슴을 열어라》로 데뷔했다.
2000년대 초반에 김태진과 아울러 하이틴 보이 스타일의 양대 아이콘으로 자리매김한 그는 2013년 9월 29일 일요일 이민주 씨와 결혼하였다.

## 학력
- 일산대진고등학교 졸업
- 세종대학교 영화예술학과 학사

## 출연작

### 예능
- 1999년 KBS 《가족오락관》
- 2008년 KBS 《가족오락관》

### TV 드라마
- 1999년 SBS 《행진》
- 1999년 MBC 《베스트극장》
- 1999년 KBS 《일요베스트》
- 2000년 MBC 《베스트극장》
- 2000년 KBS 《일요베스트》
- 2001년 SBS 《오픈 드라마 남과 여》
- 2008년 KBS 《그들이 사는 세상》… 철수 역

### 영화
- 2007년 《이대근, 이댁은》… 중국집 배달원 역
- 2009년 《결혼식 후에》… 학생 역

### 연극
- 《아버지》

### 뮤지컬
- 《바보 빅터》

### CF 광고
- 1995년 삼양식품 짜짜로니
- 1999년 웅진식품 815 콜라